# Sahel Sporting Club
O Sahel Sporting Club é um clube de futebol com sede em Niamey, Níger. A equipe competiu na Copa das Confederações Africanas.

## História
O clube foi fundado em 1974.